# Alpax

Diagrama de fases de l'alpax

L'alpax és un aliatge eutèctic d'un 87% d'alumini, Al, i un 13% de silici, Si. Té una densitat de 2,6 g/cm³ i el seu punt de fusió és de 577 °C, inferior a la de l'alumini que és de 660 °C. Per raó de la seva fusibilitat, fluïdesa a l'estat líquid, bones propietats mecàniques i feble encongiment en solidificar-se, és molt utilitzat en foneria. Fou inventat per Aladar Pacz el 1921.